# Ludovico I di Saluzzo
Lodovico I di Saluzzo (Saluzzo, 1405 – Saluzzo, 15 aprile 1475) fu marchese di Saluzzo. Regnò sul marchesato per 59 anni, e può essere ritenuto uno dei sovrani più longevi della storia.

## Biografia
Era figlio del marchese Tommaso III di Saluzzo e della di lui moglie Margherita di Pierrepont-Roussy. Ludovico non governò subito lo stato, in quanto alla morte del padre aveva solo nove anni. Il fratellastro maggiore Valerano di Saluzzo, mantenne la reggenza fino alla sua maggiore età, dopo la quale Ludovico detenne il potere sullo stato per gran parte del secolo XV, portando al maggior splendore il marchesato.
Mantenne sempre ottimi rapporti con tutti i vicini, Savoia in primo luogo (ottenne la luogotenenza sul territorio del ducato). 
Sposò nel 1436 Isabella Paleologa (1419-1475), figlia del marchese di Monferrato Gian Giacomo. Nel 1446 divenne luogotenente anche del Monferrato. 
Dal suo punto di vista neutrale in ogni circostanza, divenne l'arbitro ideale tra le contese veneziane, fiorentine e milanesi.

Quando Genova, nel 1458, venne sottomessa a Carlo VII di Francia, Ludovico venne scelto come governatore della città, ma si rifiutò e venne scelto reggente Giovanni di Calabria.

La morte di Ludovico nel 1475 pose fine al più glorioso periodo della storia economica e politica di Saluzzo: al governo salì il figlio Ludovico II ma le fortune del marchesato iniziarono presto a mutare.

## Matrimonio e discendenza
Ludovico sposò il 7 agosto 1435 Isabella Paleologa del Monferrato e di Savoia (1419-75), figlia di Gian Giacomo di Monferrato e nipote di Teodoro II del Monferrato, discendente dei re di Maiorca e di re Aragona, dalla quale ebbe nove figli:
- Ludovico II, conte di Carmagnola, marchese di Saluzzo e viceré di Napoli (1438-1504);
- Federico († 1481), vescovo di Carpentras dal 1476 alla morte;
- Margherita († 1478);
- Gian Giacomo († 1512);
- Antonio († San Secondo, 1482), barone d'Anton, caduto nell'assedio di San Secondo durante la Guerra dei Rossi;
- Carlo Domenico († 1510), abate di Santa Maria di Staffarda, Casanova del Villar San Costanzo in Saluzzo, di San Pietro dell'Olmo;
- Bianca († 1487), che sposò Vitaliano II Borromeo (1451-1493);
- Amedea;
- Luigia.

Ludovico ebbe inoltre due figli illegittimi:
- Tommaso, scudiero, signore di Bonvicino, che sposò Lucia Bernezzo, figlia ed ereditiera di Giovan Filippo, signore di Rossana;
- Pietro († dopo il 16 settembre 1535), protonotario apostolico, signore di San Giorgio di Monferrato.

## Ascendenza
|                          |                     |                              | Genitori             |  |  | Nonni |  |  | Bisnonni              |  |  | Trisnonni             |  |
|                          |                     |                              |                      |  |  |       |  |  | Tommaso II di Saluzzo |  |  | Federico I di Saluzzo |  |
|                          |                     |                              |                      |  |  |       |  |  | Tommaso II di Saluzzo |  |  | Federico I di Saluzzo |  |
|                          |                     | Margherita de La Tour du Pin |                      |  |  |       |  |  | Tommaso II di Saluzzo |  |  |                       |  |
| Federico II di Saluzzo   |                     |                              |                      |  |  |       |  |  | Tommaso II di Saluzzo |  |  |                       |  |
|                          |                     | Ricciarda Visconti           | Galeazzo I Visconti  |  |  |       |  |  |                       |  |  |                       |  |
|                          |                     | Ricciarda Visconti           | Galeazzo I Visconti  |  |  |       |  |  |                       |  |  |                       |  |
|                          |                     | Ricciarda Visconti           | Beatrice d'Este      |  |  |       |  |  |                       |  |  |                       |  |
| Tommaso III di Saluzzo   |                     | Ricciarda Visconti           |                      |  |  |       |  |  |                       |  |  |                       |  |
|                          |                     | Ugo di Ginevra               | Amedeo II di Ginevra |  |  |       |  |  |                       |  |  |                       |  |
|                          |                     | Ugo di Ginevra               | Amedeo II di Ginevra |  |  |       |  |  |                       |  |  |                       |  |
|                          |                     | Ugo di Ginevra               | Agnès de Chalon      |  |  |       |  |  |                       |  |  |                       |  |
| Beatrice di Ginevra      |                     | Ugo di Ginevra               |                      |  |  |       |  |  |                       |  |  |                       |  |
|                          |                     | Isabelle d'Anthon            | …                    |  |  |       |  |  |                       |  |  |                       |  |
|                          |                     | Isabelle d'Anthon            | …                    |  |  |       |  |  |                       |  |  |                       |  |
|                          |                     | Isabelle d'Anthon            | …                    |  |  |       |  |  |                       |  |  |                       |  |
| Ludovico I di Saluzzo    |                     | Isabelle d'Anthon            |                      |  |  |       |  |  |                       |  |  |                       |  |
|                          | Simon de Pierrepont | Jean V de Pierrepont         |                      |  |  |       |  |  |                       |  |  |                       |  |
|                          | Simon de Pierrepont | Jean V de Pierrepont         |                      |  |  |       |  |  |                       |  |  |                       |  |
|                          | Simon de Pierrepont | Marguerite de Baumetz        |                      |  |  |       |  |  |                       |  |  |                       |  |
| Ugo II di Pierrepont     | Simon de Pierrepont |                              |                      |  |  |       |  |  |                       |  |  |                       |  |
|                          |                     | Marie de Châtillon           | Hugues de Châtillon  |  |  |       |  |  |                       |  |  |                       |  |
|                          |                     | Marie de Châtillon           | Hugues de Châtillon  |  |  |       |  |  |                       |  |  |                       |  |
|                          |                     | Marie de Châtillon           | Marie de Clacy       |  |  |       |  |  |                       |  |  |                       |  |
| Marguerite de Pierrepont |                     | Marie de Châtillon           |                      |  |  |       |  |  |                       |  |  |                       |  |
|                          |                     | Raoul de Coucy               | Guillaume de Coucy   |  |  |       |  |  |                       |  |  |                       |  |
|                          |                     | Raoul de Coucy               | Guillaume de Coucy   |  |  |       |  |  |                       |  |  |                       |  |
|                          |                     | Raoul de Coucy               | Isabeau de Châtillon |  |  |       |  |  |                       |  |  |                       |  |
| Blanche de Coucy         |                     | Raoul de Coucy               |                      |  |  |       |  |  |                       |  |  |                       |  |
|                          |                     | Jeanne d'Harcourt            | Jean V d'Harcourt    |  |  |       |  |  |                       |  |  |                       |  |
|                          |                     | Jeanne d'Harcourt            | Jean V d'Harcourt    |  |  |       |  |  |                       |  |  |                       |  |
|                          |                     | Jeanne d'Harcourt            | Blanche de Ponthieu  |  |  |       |  |  |                       |  |  |                       |  |
|                          |                     | Jeanne d'Harcourt            |                      |  |  |       |  |  |                       |  |  |                       |  |